# Тарханова, Екатерина Сергеевна
Екатерина Сергеевна Тарханова (род. 1963, Москва, СССР) — советский и российский журналист, кинокритик, колумнист, кандидат искусствоведения (тема диссертации «Кинематографичность как форма общения в канун XXI века»), член академии «Ника», руководитель отборочной комиссии ТВ-премии «Золотой носорог».

## Биография
Родилась и живёт в Москве. 
Трижды окончила ВГИК (экономический и киноведческий факультет, киноведческая аспирантура). Премия Сергея Комарова за лучшую дипломную работу. Изучала немецкий язык в Гёте-Институте в Дюссельдорфе в 1998 году.
Псевдонимы и варианты имени — Катя Тарханова, Екатерина Тарханова, К. Тарханова, Катерина Тарханова.

## Общественная позиция
В марте 2014 года подписала письмо «Мы с Вами!» «КиноСоюза» в поддержку Украины.

## Творчество
Публикуется с 1992 года в журналах и газетах как специализированного, так и развлекательного характера («Киноведческие записки», «Искусство кино», «Сеанс», «Премьер», также «ТВ-Парк», «Кинопарк», «Амадей», «Бьюти», «МК-Бульвар», «Московский комсомолец», «Вечерняя Москва», «Новости Союза кинематографистов» и др., несколько интернет-порталов). Автор сценариев для телешоу и телесериалов.